# Typhonium albidinervum
Typhonium albidinervum là một loài thực vật có hoa trong họ Ráy (Araceae). Loài này được C.Z.Tang & H.Li miêu tả khoa học đầu tiên năm 1977.